# MonStAR
「MonStAR」（モンスター）は、平野綾の6枚目のシングル。 2007年12月5日に Lantisから発売された（販売元はキングレコード）。

## 概要
3ヶ月連続リリースの第3弾。平野のシングル表題曲を以前に担当した作曲・編曲家が再びシングルの表題曲を手掛けるのはこれが初のケースである。
テーマは「HAPPY!」。3ヶ月連続リリースの楽曲で、唯一黒須がレコーディングに参加していない楽曲。この曲では作曲を担当しているので、3ヶ月連続リリースシングル全ての曲に黒須が関ったことになる。
カップリング曲『ラブソング』は、映画『本日の猫事情』の主題歌ともなっており、これが平野にとっての初の映画主題歌である。また、この作品でナレーションとして初めて映画に出演した。

## 収録曲
1. MonStAR [4:23]
作詞：meg rock、作曲：黒須克彦、編曲：nishi-ken
  - テレビ埼玉『アニたま』2007年12月度エンディングテーマ
  - BSフジ『もえがく★5』エンディングテーマ
  - GyaO MIDTOWN TV 『キネマルネッサンス あ〜や城』主題歌
2. ラブソング [4:11]
作詞：平野綾、作曲・編曲：黒須克彦
  - 『本日の猫事情』主題歌
3. MonStAR（OFF VOCAL）
4. ラブソング（OFF VOCAL）

## 収録作品
| 曲名       | 収録作品名                                          | 作品種類               | 発売日         | 備考                      |
| ---------- | --------------------------------------------------- | ---------------------- | -------------- | ------------------------- |
| MonStAR    | RIOT GIRL                                           | オリジナルアルバム     | 2008年7月16日  | 1stオリジナルアルバム     |
| MonStAR    | 1st LIVE 2008 RIOT TOUR LIVE DVD                    | ライブ・ビデオ         | 2009年2月25日  | 1stライブ・ビデオ         |
| MonStAR    | AYA HIRANO Music Clip Collection vol.1              | ミュージッククリップ集 | 2009年9月9日   | 1stミュージッククリップ集 |
| MonStAR    | 2nd LIVE TOUR 2009 スピード☆スターツアーズ LIVE DVD | ライブ・ビデオ         | 2010年6月23日  | 2ndライブ・ビデオ         |
| MonStAR    | AYA HIRANO Special LIVE 2010 〜Kiss me〜            | ライブ・ビデオ         | 2011年5月2日   | 3rdライブ・ビデオ         |
| MonStAR    | AYA MUSEUM                                          | ベストアルバム         | 2011年5月25日  | 1stベストアルバム         |
| MonStAR    | AYA HIRANO FRAGMENTS LIVE TOUR 2012                 | ライブ・ビデオ         | 2012年11月28日 | 4thライブ・ビデオ         |
| ラブソング | 2nd LIVE TOUR 2009 スピード☆スターツアーズ LIVE DVD | ライブ・ビデオ         | 2010年6月23日  | 2ndライブ・ビデオ         |